# Euplexia complicata
Euplexia complicata là một loài bướm đêm trong họ Noctuidae.